# Алгебраически замкнутое поле
Алгебраически замкнутое поле — поле {\displaystyle \mathbb {K} }, в котором всякий многочлен ненулевой степени над {\displaystyle \mathbb {K} } имеет хотя бы один корень.
Для любого поля существует единственное с точностью до изоморфизма его алгебраическое замыкание, то есть его алгебраическое расширение, являющееся алгебраически замкнутым. При этом существование алгебраического замыкания существенно зависит от аксиомы выбора: существуют модели теории множеств без аксиомы выбора, где есть поля, не обладающие алгебраическим замыканием.

## Свойства
- В алгебраически замкнутом поле {\displaystyle \mathbb {K} } каждый многочлен степени {\displaystyle n} имеет ровно {\displaystyle n} (с учётом кратности) корней в {\displaystyle \mathbb {K} }. Иначе говоря, каждый неприводимый многочлен из кольца многочленов {\displaystyle \mathbb {K} [x]} имеет степень {\displaystyle 1}. См. также теорема Безу.
- Конечные поля не могут быть алгебраически замкнутыми. Действительно, можно рассмотреть многочлен {\displaystyle x^{m}-x}, где {\displaystyle m} — количество элементов поля. Корнями данного многочлена являются все элементы поля. Если к нему прибавить {\displaystyle 1}, то полученный многочлен не будет иметь корней.
- Алгебраическим замыканием поля {\displaystyle \mathbb {K} } в его расширении {\displaystyle \mathbb {K} '} называется поле всех алгебраических над {\displaystyle \mathbb {K} } элементов {\displaystyle \mathbb {K} '}. Алгебраическое замыкание поля в алгебраически замкнутом поле является алгебраически замкнутым, и более того, его алгебраическим замыканием.
- Алгебраическим замыканием поля вещественных чисел является поле комплексных чисел. Его алгебраическая замкнутость устанавливается основной теоремой алгебры.
- Алгебраическим замыканием поля рациональных чисел является поле алгебраических чисел.
- Алгебраическим замыканием конечного поля {\displaystyle \mathbb {F} _{p^{k}}} является поле {\displaystyle \mathbb {F} _{p^{\infty }}}.
- Алгебраическое замыкание поля рациональных дробей {\displaystyle \mathbb {K} (X)} называется полем алгебраических функций. Элементы такого поля функциями в обычном смысле не являются, однако такое название довольно часто встречается в литературе.
- Поле арифметических чисел алгебраически замкнуто.

## Конструкция
Одна из возможных конструкций алгебраического замыкания для произвольного поля была построена Эмилем Артином.
Пусть задано поле {\displaystyle \mathbb {K} }. Требуется построить алгебраическое замыкание этого поля.
Определим {\displaystyle F\subset \mathbb {K} [x]} как множество всех неприводимых многочленов над полем {\displaystyle \mathbb {K} }. Каждому многочлену поставим в соответствие переменную {\displaystyle x_{f}}. Обозначим за {\displaystyle X} множество всех таких переменных {\displaystyle X=\{x_{f}|f\in F\}}. Образуем кольцо многочленов {\displaystyle \mathbb {K} [X]}. Можно показать, что идеал {\displaystyle I}, порождённый всеми многочленами вида {\displaystyle f(x_{f})}, не является единичным. Тогда мы можем перейти к максимальному идеалу {\displaystyle I'}, содержающему идеал {\displaystyle I} (здесь мы пользуемся аксиомой выбора), и получить поле {\displaystyle \mathbb {K_{1}} =\mathbb {K} [X]/I'}. Если отождествить многочлены-константы с элементами основного поля, то получаем {\displaystyle \mathbb {K} \subset \mathbb {K_{1}} }.
На поле {\displaystyle \mathbb {K_{1}} } можно смотреть как на поле, полученное присоединением к полю {\displaystyle \mathbb {K} } по одному корню каждого неприводимого многочлена. Чтобы присоединить остальные корни, необходимо повторять эту конструкцию. Повторим её для поля {\displaystyle \mathbb {K_{1}} } и получим поле {\displaystyle \mathbb {K_{2}} }. Повторяя это {\displaystyle n} раз можно получить поле {\displaystyle \mathbb {K_{n}} }. Таким образом, мы имеем башню полей:
{\displaystyle \mathbb {K} \subset \mathbb {K_{1}} \subset \mathbb {K_{2}} \subset \ldots \subset \mathbb {K_{n}} \subset \mathbb {K_{n+1}} \subset \ldots }
Объединение всех этих полей даст поле {\displaystyle \mathbb {K_{\infty }} =\bigcup _{n=0}^{\infty }\mathbb {K_{n}} }. Алгебраическая замкнутость этого поля очевидна.